# Seznam ukrajinskih politikov
Seznam ukrajinskih politikov.

## A
- Dmitro Antonovič
- David Arahamija
- Mikola Azarov

## B
- Mikola Bagrov
- Volodimir Bagazij
- Ivan Bagrjani
- Stepan Bandera
- Oleksandr Barvinski
- Taras Batenko
- Oleg Blohin
- Vadim Bojčenko
- Viktor Bondar
- Mihajlo Bondarenko
- Oleksandr Bondarenko
- Valerij Borzov
- Jevgenija Bogdanovna Boš (Yevheniya Bohdanivna Bosh)
- Leonid Brežnjev
- Pavlo Burlakov

## C
- Volodimir Cibulko

## Č
- Oleksij Černišov
- Vjačeslav Čornovil
- Vlas Čubar

## D
- Nikolaj (Mikola) Demčenko
- Andrij Deščica
- Pavel Dibenko
- Dmitro Doncov
- Dmitro Dorošenko
- Petro Dorošenko
- Ivan Fedorovič Drač
- Emine Džaparova

## F
- Vitalij Fedorčuk
- Mihajlo Fedorov
- Boris Filatov
- Vitold Fokin
- Ivan Franko

## G
- Natalija Galibarenko
- Jan Gamarnik

- Viktor Geraščenko
- Nikolaj (Mikola) Gikalo
- Andrij Girenko
- Fjodor Golovčenko
- Volodimir Gorublin
- Sidir Goloubovič
- Fjodor Golovčenko
- Vsevolod Golubovič
- Oleksij Gončaruk
- Mihajlo Grečuha
- Grigorij Grinko
- Ivan Grinoh
- Volodimir Grojsman
- Ivan Grušecki
- Ivan Gruševski
- Mihajlo Gruševski
- Sergej Gusev

## H
- Bogdan Hmelnicki
- Myhajlo Horyn
- Viktor Hriš
- Nikita Hruščov
- Stanislav Hurenko

## I
- Volodimir Ivaško

## J
- Volodimir Jacuba
- Volodimir Janiv
- Viktor Janukovič
- Arsenij Jacenjuk
- Oleksandr Jefremov
- Sergij Jefremov
- Andrij Jermak
- Jaroslav Jurčišin
- Viktor Juščenko

## K
- Taras Kačka
- Lazar Kaganovič
- Nikifor Kalčenko
- Oleksandr Kamišin
- Ivan Kazanec
- Oleksij Kiričenko
- Serhiy Kivalov
- Vitalij Kličko
- Pavlo Klimkin
- Dmitro Kljačivski
- Andrij Kljuev
- Stepan Kločurak
- Kolesničenko
- Igor Kolomojski
- Olena Kondratjuk
- Igor Kononenko
- Konstantin Kononenko
- Jevgen Konovalec
- Genadij Korban
- Andrij Kornat
- Leonid Kornijec
- Oleksandr Kornijenko
- Demjan Korotčenko
- Stanislav Kosior
- Roman Mikolajovič Kozak
- Taras Kozak
- Ivan Kožedub
- Jevgenija Kravčuk
- Leonid Kravčuk
- Volodimir Kubijovič
- Stepan Kubiv
- Leonid Kučma
- Vasyl Kuk
- Dmitro Kuleba
- Oleksij Kuleba
- Ivan Kuličenko
- Viktor Kurmanovič
- Emanuil Kviring

## L
- Georgij Lapčinski
- Oleksandr Laščenko
- Pavlo Lazarenko
- Mikola Lebid
- Dmitro Levicki
- Kost Levicki
- Andrij Livicki
- Mikola Livicki
- Vjačeslav Lipinski
- Ivan Lisenko
- Oleksandr Ljaško
- Panas Ljubčenko

## M
- Nestor Mahno
- Vasil Maljuk
- Jevgen Marčuk
- Dmitrij (Dmitro) Manuilski
- Vitalij Masol
- Ivan Mazepa
- Izak Mazepa
- Vjačeslav Medjanik
- Viktor Medvedčuk
- Andrij Atanasovič Melnik
- Andrij Jaroslavovič Melnik
- Leonid Melnikov
- Oleksandr Merežko
- Genadij Moskal˙

## O
- Afanasij Odojevski (Severov)
- Volodimir Ogrizko
- Zahar Olejnik

## P
- Igor Palicja
- Mikola Panas
- Andrij Parubij
- Leonid Pasenčik
- Simon Petljura
- Grigorij Petrovski
- Jevgen Petruševič
- Georgij Pjatakov
- Mikola Plavjuk
- Ivan Pljušč
- Mikola Pidgirni (Nikolaj Podgorni)
- Petro Porošenko
- Petro Postišev
- Vjačeslav Prokopovič

## R
- Hristjan Georhijovič Rakovski [bolg. Krăstjo Georgiev Stančev]
- Dmitro Razumkov
- Lev Rebet
- Grigorij Revenko
- Volodimir Ribak
- Tetjana Ričkova

## S
- Miheil Saakašvili (Gruzinec)
- Andrij Sadovij
- Zinovij Serdjuk
- Andrij Sibiha
- Oleg Sinjegubov
- Vasil Sinko
- Danilo Skoropadski
- Ivan Skoropadski
- Pavlo Skoropadski
- Mikola Skripnik
- Ruslan Stefančuk
- Jaroslav Stecko
- Slava Stecko
- Ruslan Stefančuk
- Olga Stefanišina
- Kirilo Studinski
- Julija Sviridenko

## Š
- Pavlo Šandruk
- Andrij Šepticki
- Boris Ščerbina
- Volodimir (Vladimir) Ščerbicki
- Petro Šelest
- Arkadij Ševčenko
- Taras Ševčenko
- Valentina Ševčenko
- Denis Šmigal/Šmihal
- Roman Šuhevič

## T
- Boris Tarasjuk
- Roman Terehov
- Mihail Tereščenko
- Jevgen Terlecki
- Sergij Tigipko
- Mikola Tihonov
- Julija Timošenko
- Vitalij Titov
- Oleksandr Turčinov
- Ivan Turjanica

## U
- Hennady Udovenko
- Vira Ivanivna Uljančenko
- Rustem Umerov

## V
- Anatol Vahjanin
- Svjatoslav Vakarčuk
- Oleksij Vatčenko
- Irina Vereščuk
- Volodimir Viničenko
- Stepan Vitvickij
- Vsevolod Volin
- Avgustin Vološin

## Z
- Valerij Zalužni
- Anatolij Zasuha
- Volodimir Zatonski
- Volodimir Zelenski
- Juhim Zvjahilski